# Tetsuji Tamayama
 (mai 2014).
Si vous disposez d'ouvrages ou d'articles de référence ou si vous connaissez des sites web de qualité traitant du thème abordé ici, merci de compléter l'article en donnant les références utiles à sa vérifiabilité et en les liant à la section « Notes et références ».
Tetsuji Tamayama (玉山 鉄二, Tamayama Tetsuji, né le 7 avril 1980 à Jōyō, préfecture de Kyoto) est un acteur japonais. Il est originaire de l'arrondissement de Fushimi à Kyoto.

## Filmographie
- 2001 : Hyakujuu Sentai Gaoranger Hi no Yama Hoeru
- 2002 : Koi ni Utaeba (To Sing of Love)
- 2002 : Samurai Girl 21
- 2003 : ROCKERS
- 2004 : Koibumi Hiyori ~Ikarusu no Koibito Tachi
- 2004 : Tengoku no Honya~Koibi~ (Heaven's Bookstore)
- 2004 : CASSHERN
- 2004 : Eiko
- 2005 : Pray
- 2005 : Nana
- 2005 : Gyakkyou nine (All Out Nine-Field Of Nightmares)
- 2006 : Presents~Aikagi~ (Presents~The Key of Love~)
- 2006 : Nana 2
- 2006 : Tegami (The Letter)
- 2006 : Check It Out, Yo!
- 2006 : Kamyu Nante Shiranai (Who’s Camus Anyway?) cameo
- 2007 : Giniro no Season (Silver Season)
- 2007 : Freesia (Bullets Over Tears)
- 2009 : Boss
- 2011 : La Ballade de l'impossible (Norwegian Wood)
- 2017 : Samurai Gourmet